# Ristananna Tracey
Ristananna Tracey (Kingston, 9 maggio 1992) è un'ostacolista giamaicana.

## Biografia
Nativa di Kingston, si appassiona all'atletica leggera sin da bambina.
Partecipa ai mondiali allievi di Bressanone 2009, dove raggiunge la finale dei 400 ostacoli e della staffetta svedese, senza però arrivare a podio.
Ai mondiali di Pechino 2015 non va oltre le batterie dei 400 metri ostacoli, dove ottiene un tempo di 57"60.
Nell'agosto 2016 prende parte ai 400 metri ostacoli dei Giochi olimpici di Rio de Janeiro 2016, la sua prima rassegna a cinque stelle. Superate con facilità le batterie e le semifinali, rispettivamente con tempi di 54"88 e 54"80, nella finalissima del 18 agosto si deve accontentare del quinto posto con un nuovo record personale di 54"15.

## Progressione

### 400 metri piani
| Stagione | Tempo | Luogo        | Data      | Rank. Mond. |
| -------- | ----- | ------------ | --------- | ----------- |
| 2017     | 52"26 | Kingston     | 13-5-2017 |             |
| 2016     | 52"63 | Kingston     | 28-5-2016 |             |
| 2014     | 52"50 | Kingston     | 23-3-2014 |             |
| 2013     | 52"25 | Kingston     | 8-6-2013  |             |
| 2012     | 52"98 | Kingston     | 19-5-2012 |             |
| 2011     | 51"95 | Kingston     | 21-5-2011 |             |
| 2010     | 53"54 | Spanish Town | 15-5-2010 |             |
| 2009     | 54"45 | Spanish Town | 14-6-2009 |             |

### 800 metri piani
| Stagione | Tempo   | Luogo    | Data      | Rank. Mond. |
| -------- | ------- | -------- | --------- | ----------- |
| 2012     | 2'09"05 | Kingston | 11-2-2012 |             |
| 2011     | 2'03"97 | Kingston | 16-4-2011 |             |
| 2010     | 2'07"79 | Kingston | 17-4-2010 |             |

### 400 metri ostacoli
| Stagione | Tempo | Luogo          | Data      | Rank. Mond. |
| -------- | ----- | -------------- | --------- | ----------- |
| 2017     | 54"49 | Kingston       | 23-6-2017 |             |
| 2016     | 54"15 | Rio de Janeiro | 18-8-2016 |             |
| 2015     | 55"45 | Kingston       | 26-6-2015 |             |
| 2014     | 55"12 | Kingston       | 3-5-2014  |             |
| 2013     | 54"52 | Kingston       | 21-6-2013 |             |
| 2012     | 55"64 | Kingston       | 29-6-2012 |             |
| 2011     | 54"58 | Kingston       | 24-6-2011 |             |
| 2010     | 57"77 | Moncton        | 24-7-2010 |             |
| 2009     | 58"49 | Kingston       | 2-4-2009  |             |

## Palmarès
| Anno | Manifestazione          | Sede           | Evento            | Risultato  | Prestazione | Note                          |
| ---- | ----------------------- | -------------- | ----------------- | ---------- | ----------- | ----------------------------- |
| 2009 | Mondiali allievi        | Bressanone     | 400 m hs          | 8ª         | 62"90       |                               |
| 2009 | Mondiali allievi        | Bressanone     | Staffetta svedese | 5ª         | 2'09"79     |                               |
| 2010 | Campionati CAC juniores | Santo Domingo  | 400 m hs          | Oro        | 58"59       |                               |
| 2010 | Campionati CAC juniores | Santo Domingo  | 4×400 m           | Oro        | 3'34"41     |                               |
| 2010 | Mondiali juniores       | Moncton        | 400 m hs          | 5ª         | 57"77       |                               |
| 2011 | Mondiali                | Taegu          | 400 m hs          | Semifinale | 55"55       |                               |
| 2013 | Mondiali                | Mosca          | 400 m hs          | Semifinale | 55"43       |                               |
| 2015 | Giochi panamericani     | Toronto        | 400 m hs          | Batteria   | 58"62       |                               |
| 2015 | Mondiali                | Pechino        | 400 m hs          | Batteria   | 57"60       |                               |
| 2016 | Giochi olimpici         | Rio de Janeiro | 400 m hs          | 5ª         | 54"15       | Miglior prestazione personale |
| 2017 | World Relays            | Nassau         | 4×400 m mista     | Bronzo     | 3'20"26     |                               |
| 2017 | Mondiali                | Londra         | 400 m hs          | Bronzo     | 53"74       | Miglior prestazione personale |
| 2018 | Giochi del Commonwealth | Gold Coast     | 400 m hs          | 8ª         | 57"50       |                               |